# Musikaz blai
Musikaz blai es el cuarto álbum del grupo musical vasco Itoiz, publicado en 1983.
Este álbum supone un cambio abrupto en el sonido del grupo. Si hasta entonces se encuadraban en el rock progresivo, a partir de aquí entran de lleno en el pop rock. Fundamental para ello fue la entrada del guitarrista Jean-Marie Ecay, que marcó la trayectoria musical futura de Itoiz. También aparece aquí por primera vez Jimmy Arrabit, que se convirtió en el batería del grupo hasta su disolución.
El disco supuso un éxito de ventas para el grupo, gracias en parte a la popularidad de la canción Marea gora.

## Lista de canciones
1. Ustela - 3:55
2. Happening baserrian - 4:08
3. Safari - 2:53
4. Larunbaten azala - 3:32
5. As noites da Radio Lisboa - 3:40
6. Marea gora - 3:45
7. Flash begi batean - 5:03
8. Lo egin - 2:57
9. To Alice - 4:47

## Integrantes
- Juan Carlos Pérez - Guitarra y voz
- Antton Fernández - Teclados
- José Foisis Gárate - Bajo
- Jean-Marie Ecay - Guitarras
- Jimmy Arrabit - Batería
- Paco Chamorro - Saxofones
- Eliez Thierry - Piano

- Datos: Q608067